# 쿠루루
쿠루루(クルル, Kululu)는, 요시자키 미네의 원작 애니메이션 '케로로 중사'에 등장하는 인물로 계급은 상사이다.
쿠루루의 담당 성우는 일본에서는 코야스 타케히토, 북미에서는 척 휴버, 한국에서는 김장이 맡고 있다.

## 인물
현재 케론군의 계급은 상사이며 케로로 소대의 작전통신 참모이다. 덧붙여서 그에게는 계급에 관련된 에피소드가 있는데, 이는 계급을 참조하기 바란다. 기로로와는 꽤 사이가 나빠보인다.
그러나 158화 B 파트에서는 기로로를 좋아한다고 생각하게 만드는 행동을 하며, 설정에 의하면 사실 기로로에게 호의를 가지고 있다고 한다.
닉네임은 '노란악마'와 '끝내주게 싫은 녀석'이다. 파트너는 사부로(한국;사빈=623). 소대내 무선통신 코드 네임은 나루또1(한국:땡글이1)이다.
푸루루 간호장교의 건강 검진 결과 발표를 보면 예상외로 아주 건강,다만 성격이 더러운게 문제라고 한다

### 모습
몸 색깔은 노란색. 모자와 배에는 소용돌이 마크가 있다. 또 소용돌이 안경을 쓰고 있다. 귀에는 헤드폰이 붙어 있는데, 어릴 적에는 보온용 귀덮개를 하고 있었다. 해드폰은 동시에 복수의 소리를 들을 수 있고, 모든 기계와 전선(혹은 케이블)으로 연결할 수 있으며 안테나를 늘려 상대의 기억을 소거하거나 괴상한 초음파를 내보내는데 쓰인다. 불쾌한 언동이나 심한 말을 듣거나 화가 나면 빠작 소리가나며 안경에 금이 간다.심하면(폭발에 휘말리거나 공격당할때) 와장창하며 안경이 박살나버린다.(너무 많이 깨져서 언젠가 날아가면서 "나 그냥 랜즈낄까봐"라고 한적도 있다)
반듯하게 서 있는 다른 소대원들에 비해 자세가 구부정하며 뒤돌아 서있을 때가 많다(입을 가리고). 오른손으로 입가를 가리며 하이톤의 '끄끄끄~'하는 웃음소리를 낸다(화나도 어이 없어도 웃음소리는 내기에 웃음소리를 낸다고 해서 웃는 것은 아니다).
그리고 작전수행중(이 아닐때도 있고)에 케로로가 실행명령을 내리면 보통은 "꾸욱"이라는 찰진(?)소리를 내며 버튼을 누른다. 과거에는 하늘색으로 도로로와 같았지만 케로로의 실수로 카레에 뒤덮혀 노란색이 되어버렸다.

### 성격
'음기', '음습', '음험', '음울'등 어둡고 칙칙한 단어는 다 갖다 붙여도 이상할 것이 없는 쿠루루는 트러블을 각별히 사랑하는 인물. '케로로 중사 극장판 1기'에서는 취미가 '짓궂은 짓'으로 소개되었다. 또 자신을 '끝내주게 싫은 녀석이라고 생각해 주었으면 한다'라고 생각하게 하는 발언을 하기도 하며, 다른 사람들이 그렇게 생각하게끔 행동한다. 자기 과시욕구가 강하여 비밀 기지내에는 '쿠루루즈'라는 이름의, 자신만의 공간(실험실이자 사무실)을 쿠루루 자신의 얼굴을 흉내낸 디자인으로 만들었다. 스스로도 자신의 이런 성격을 잘 알고 있으나 고치려는 마음은 전혀 없으며 오히려 자랑스러워하는 것 같다.
이런 뒤틀린 성격 탓에 사부로(사빈)에게 도움을 요청할 때도 '큰일이 생긴건 아니니까 굳이 도와주러오지 않아도 되지롱'하고 반어적으로 표현하곤 한다.따라서 해석하려면 정말 힘들다.그외에도 캘리포니아롤(애니에선 퍼렁별롤로 소개)를 먹을 때도 '더럽게 맛없는게 입에 착착 감기네 이 구린맛에 버릇 들리겠어'라고 한다.
또한 어려운 프로그래밍을 하다가 막히면, 칠판이나 철판 같은데에 손톱으로 긁는 소리를 들으며 스트레스를 푼다.또한 자신의 이익과 편의를 위해 동료를 이용하기도 한다.(260화에서 케로로가 연구실 전기를 끊어 버리자 바이퍼로 위장해 자전거 운동기구로 편하게 살다 들통나서 크게 응징당했다.)
위험한짓 또는 하지말라는 건 다 해야 속이 시원한듯

### 게이설
한국판 기준 제152화 후편(기로로의 금단의 기억)에서는 기로로의 기억 속에 있는 히나타 나츠미의 얼굴을 자신의 얼굴로 바꾸는 등의 장난을 쳤다.그런데 기로로가 자신의 얼굴로 변환함을 알자 얼굴에 붉은 빛이 떠, 케로로 소대를 비롯하여 푸루루를 뜨악하게 만들었다. 게다가, 기로로에 대한 정신적 테러 행위를 통해 즐기는 것으로 보인다. 그리고 자신의 코스프레를 여성적으로 하는 것으로 정신세계만큼 이상한 성 관념이 있음을 알 수 있다. 하다못해 142화 후편(한국어 기준, 기로로의 누가 준 거지)에서는 발렌타인데이 초콜릿을 가장한 고형분 카레를 기로로에게 선물했다.

### 끝내주게 싫은 놈의 미학
자타가 모두 인정하는 '싫은 놈'으로, 독특한 미학을 가지고 있다. 그것은 일명 '나만 재밌으면 돼'. 케로로의 이상한 작전에도 전혀 반발하지 않지만, 의지가 있는지 없는지 모를 일. 때문에 작전에 쓰이는 쿠루루가 만드는 발명품은 자주 폭주를 하곤 하는데, 그것이 문제가 되어 케로로가 자주 당하기도 한다. 이런 일이 우연때문인지 그가 의도적으로 그러는 것인지는 아직 밝혀지지 않았다. 평상시에는 제멋대로인 데다가 태도가 나쁘다. 일단 본부에는 경어로 응대하지만, 뒤에서는 '본부 녀석'이라고 하는 일이 다반사이다. 대장인 케로로나 계급은 아래이지만 선배인 기로로에게도 그 자세는 바뀌지 않는다.
또, 중요한 사실은 항상 나중에 말하는(이미 사건이 터진 후에)경우가 자주 있다. (예: 일본판 기준 197화 참고. 케로로가 우주 드릴에 감염되었을 때 우주 드릴이 전염된다는 사실을 타마마가 감염이 된 이후에 말했다.)

### 두뇌
어렸을 적부터 어려운 물건도 고칠정도로 머리는 끝내주게 좋아 발명을 많이 한다. 자칭 '불가능을 가능케하는 남자'. 케로로의 말도 안되는 작전들을 실행할 수 있게끔 해주는 걸로 봐서 허풍은 아닌 듯 하다. 하지만 운동은 잘 못하는 전형적인 사무직파이다.(그러나 후에 푸루루 간호장교의 진단에는 케로로소대중 몸상태는 가장 정상이라고 나온다.)
해킹 능력은 최고 수준으로 케론군에서도 유명한 천재. 일찍이 케론군 본부에 있었을 무렵에 그가 장난으로 만든 해킹 프로그램을 후에 토로로가 사용해 지구 전 네트워크를 지배했는데, 이처럼 쿠루루의 두뇌는 명석하다.
또 쿠루루는 히나타가(집)를 나츠미(한별)와 후유키(우주)가 모르게 개조하는데, 긴급상황이 다가올 때는 집에 순식간에 바뀌기도 한다. 이같은 집 개조를 나츠미(한별)는 반대하지만, 후유키(우주)는 어릴 적부터 비밀기지를 꿈 꾸고 있었다며 감탄만 한다.
두뇌가 매우 뛰어나며 기로로의 후배이지만 이미 소령이 된 적도 있었다. 그러나 보안 시스템에 장난을 치는 바람에 소령에서 강등당하며 케로로 소대에 배정받게 되었다.

### 저질체력
전형적인 현대인처럼 생활하기 때문에 운동력은 최하위다. 100m 달리고도 숨이 턱까지 차올라 헐떡대는 초약골 수준이고, 다른 소대원들은 땀도 안흘리는데 얘는 땀을 비오듯 흘린다. 그래서 늘 탈것을 끼고 다닌다. 본부 복도의 에스컬레이터도 쿠루루 때문에 설치한 것이라고 한다.
그러나 쿠루루 특명상사 편에서는 타마마를 능가하는 강력한 체력으로 케로로와 타마마를 날려버린다.

### 이해불능의 인물
애니중 ‘쿠루루의 그만둘래요’편을 보면 느닷없이 케로로 소대를 그만두고 나라 평화 그룹의 조언자로 들어가 회사를 엄청나게 부흥시키고 그 과정에서 작전통신참모를 잃은 케로로 소대는 허망하게 세월을 보낸다. 그 후 마침내 UN 사무총장이라는 ‘퍼렁별의 1인자’ 자리에 오르는데 부임 연설을 하는 순서에서 “그만둘래요.평범한 남자로 돌아가겠습니다”한마디로 지구전체를 휘청이게한다.정말 자타가 공인하는 심중을 알 수 없는 놈이다.
이해한 사람은 알겠지만 이모든것이 카레하나 때문..
마지막에 애니가 끝나기전  달력에 국제카레데이 라고 나와있을것이다.

### 전투방법
쿠루루의 전투방법은 주로 메카닉에 의한 기계화 공격이다. 기상위성(얍샵이)깍쟁이를 통한 기상공격과 자체의 음파공격 해킹과 병기자체로 광범위한 공격을 펼친다.현대전에 적절한 전투방법으로 쿠루루의 전투방법에 따른 전투능력은 소대 전체의 힘을 압도한다. 극장판이나 TV판의 키루루등의 등장에서도 최후의
보루로 활동한다. 그의 능력이 없으면 작전 진행이 불가능 하다고 쿠루루를 싫어하는 기로로도 인정한다.
개인전에서는 귀에 장착한 해드폰에서 초음파가 나와 상대를 고통스럽게 한다. 하지만 바이퍼의 초음파 보단 약하며 아군,적군 구별을 못한다

### 발명가
취미는 발명으로 다양한 도구를 만들고, 그것을 사용해 문제가 일어나는 것을 관찰하는 것이다.
기본적으로 작전에 사용하는 병기나 케로로의 취미에 사용하는 것밖에 만들지 않고, 또 쿠루루의 성격 탓도 있어 사람들에게 도움이 되는 마음 따뜻한 발명품은 잘 만들고 싶어하지 않지만, 애니메이션에서 타마마의 부탁으로 카라라의 우주선을 고쳐주거나, 원작에서 히나타가(家)의 청소기를 최신식으로 개조해달라는 요청을 받았을때, '그 편이 낫겠지'라는 말을 해, 꼭 그렇지만은 않은 것 같다.
그 밖에도 발명품에는 '기상위성 깍쟁이(얍삽이)'와 같은 고도의 기술을 필요로 한 전략병기나, 저주의 DVD와 같이 용도 불명의 발명품도 있다.
그리고 소녀형 로봇(으로 추정되는) 쿠루루코를 만들기도 했다. 애니메이션 47화 전편에 첫 등장해 여주인공인 나츠미,모모카,코유키에게 우주 히나마츠리를 보여준다. 최근에는 199화 전편에서 아이돌로 케스팅되기도 한다. 쿠루루코의 생김새는 주황색 미니 스커트를 입은 세일러 복에 귤색 부츠를 신고, 머리 스타일은 쿠루루의 마크처럼 빙글빙글 말린 양갈래 머리이고, 역시 주황색이다. 얼굴은 역시 쿠루루처럼 헤드폰을 끼고 있고 안경을 끼고 있으며, 눈동자 색도 주황빛이다. 카드켑터 사쿠라의 주인공이 가지고 다니는 것과 비슷한 지팡이를 가지고 다닌다. 목소리는 쿠루루와 비슷한데 좀 더 여성스럽다. 가끔 쿠루루코의 모습으로 쿠루루의 목소리를 내는 것으로 보아, 아마 로봇 안에 쿠루루가 직접 들어가서 작동시키는 듯하다.

### I LOVE 카레
최근의 애니메이션판에서는 노란색=카레로 통하고 있다. 이 설정은 원작에 역수입되고 있는데, '케로로중사 극장판 2기'의 스페셜 판인 '치비 케로의 케로볼의 비밀'에서는 '평생 동안 먹을 수 있는 카레'를 달라는 말에 화면이 카레로 가득 채워져 버린 적이 있다.
카레를 무척 좋아하는 쿠루루는 '당근, 감자, 양파‥'라는 자작곡을 애정 있게 부른다. 또한 카레에서 목욕을 할 때에도 후유키와 고대의 PC 조립을 할 때에도 이 노래를 불렀다. 또한 '초극장판 케로로중사 2기' 티켓에 일본 하우스식품의 쿠루루카레를 같이 판매했다. 화이트 데이 때 쿠루루는 기로로에게 초콜릿을 선물했는데, 그것은 화이트 매운카레 초콜릿이었던 적도 있었다.

### 계급
'케로로 중사보다 계급은 하나 위지만 대장의 자질을 가지고 있는 케로로가 있어서 어쩔 수 없이 상사가 되었다'라고 아는 사람이 있는데, 그것이 아니라, 전부터 전례가 없을 정도로 소령까지 빠른 속도로 승진했으나, 케론군 네트워크와 정보에 장난을 쳐 고위층에게 반감을 사 (현재는 이름뿐인 직함인) 상사로 강등당하였고, 케로로 소대에 들어가면서 대장직을 받지 못하게 되었다. 쿠루루는 처음에 병사부터 시작해서 소령까지 올라갔다가 강등당한 반면 케로로는 대위로 임관했다가 중사로 강등당했고 이로 인하여 케로로의 부하로 편입된 것이다.

### 이상한 성격의 발단
케로로 중사 극장판 2기 동시상영 - 꼬마 케로, 케로볼의 비밀!?에서는 그는 원래 파란 색의 몸의 제대로 된 성격이었다고 한다. 그런데 후에 그가 케로로와 친구들을 케로볼에서 꺼내 주면서 위에서도 언급했듯이 평생 먹을 분량의 카레라이스를 요구하였고, 케로로는 그에게 공터를 가득 메우는 카레를 줌으로써 약속을 지켰다. 그러나 카레라이스에 빠진 쿠루루는 그 충격으로 노란색 몸에 이상한 성격이 되었다고 한다. 쿠루루는 성격이 삐뚤어지기 전에는 리노노와 슈페페라는 제대로 된 친구가 있었으니 그전에는 정상이었다고 볼 수 있다. 마지막에 "노란색이 좋아, 노란색이 좋아, 노랗게 변해간다, 끄-----끄끄끄끄끄끄끄끄끄끄" 하면서 현재의 쿠루루로 변했다.

### 필살기
- 초음파 : 귀에 붙어있는 헤드폰에서 안테나를 빼내 고통스럽게하는 초음파를 쏜다. 하지만 바이퍼의 초음파보단 약하고 아군,적군 구별을 못하는게 단점
- 아름다운 사랑의 멜로디 :  카게게가 술법으로 만든 자신의 그림자 분신과 싸울때 쓴 기술 확실한 파괴력은 미지수
- 전략 기상 위성 깍쟁이 : 기상위성 깍쟁이로 기상 변화를 일으켜 적팀에 악영향을 줄 수 있다. 하지만 실제로 이런 방식의 공격은 하지 않았다.
- 해킹 : 토로로와 미루루(극장판3기의 키루루 봉인 시스템)를 무릎꿇린 파워풀한 실력의 해킹으로 적 시스템에 바이러스를 주입하거나 군자금 계좌 해킹등 현대전의 전형적인 형태로 전투한다.
- 군사병기출격 : 다양한 군사병기를 무인조종해 출격시키거나 한별이의 파워슈트를 전송해준다.

### 발명품리스트
- 깍쟁이 : 쿠루루가 발명한 전략기상위성. 해당 지역의 기상을 마음대로 조종할 수 있다. 기상외에도 집을 들어올리거나, 거짓말 탐지 등 다양한 기능이 있다.
- 그레이트 케론 : 쿠루루가 만든 침략 로봇. 그러나 합체를 엉성하게 하는 바람에 슈라라에게 대패한다.
- 갓 케론 : 쿠루루가 만든 침략 로봇. 그레이트 케론의 단점을 보완하여 만든 더 강력한 침략 로봇이다.
- 인생을 다시 산다면 총 : 맞으면 갓난아기가 되고 모드를 바꾸어 쏘면 원래대로 돌아오는 총 (대한민국 1기 9화)
- 케로로B : 위험한 장소에 사용되는 뇌파형로봇으로 케로로가 직접 로봇으로 뇌파를 옮겨 자신의 입으로 이동한다. (대한민국 1기 10화)
- 쿠루루 로봇 : 쿠루루가 타고 다니는 로봇 (대한민국 1기 24화, 2번째등장?)
- 검색레이더와 보병용비행장비 : 케로로를 찾기위해 쿠루루가 한별이에게 장착해줌 (대한민국 1기 30화)
- 모두 모여라 동물의 왕국 총 : 동물을 전사로 변신시킬 수 있다.(대한민국 1기 31화)
- 도깨비총(?) : 한별이에게 쏘아 한별이를 도깨비로 변신시킨 총 (대한민국 1기 41화)
- 기동병기 AK966[a] (오탐H) : 한별이엄마를 모티브로 제작한 로보트 (대한민국 1기 42화)
- 케론마취에너지 : 노출되면 모든 것이 귀찮아져 의욕을 상실 시킨다. (대한민국 1기 45화)
- 언젠가 노벨상이라도 받을 작정이냐 캐논 : 초소형 기상조절병기이다.
- 빛이 없으면 캄캄한 어둠이지 프리즘 : 빛에너지를 흡수에 지구를 어둡게 만드는 프리즘
- 햐얗고 하얀 눈이 내리네 하얀 세상에 하얀 따스함을 가스 : 만능 탈색 스프레이로 맞으면 몸이 하얗게 변한다.
- 자전거 운동기구 : 발전기이다.
- 헤드셋 : 쿠루루의 귀인 동시에 전파로 상대방에게 고통을 안겨주는 무기
- 실체화 펜 : 쿠루루가 이게있어야 광석을 이용해서 만든 펜. 그린 것이 실체화 된다. 2자루 중에서 1자루는 잃어버렸고 남은 1자루는 파트너 무츠미에게 선물로 주었다.
- 메가 쿠루루상 : 미니 케로로상이 내뿜는 무릎 끓어라 오라를 막는 무릎 꿇을 수 없지 전파를 발신한다.
- 만능 병기화 음료 나노라 : 뿌리기만 하면 어떤 물건이든 병기가 된다.
- 케로로 로봇 G : 쿠루루가 쇼핑센터 하나를 털어 만든 로봇이다.
- 손바닥을 태양으로 총 : 하늘에 떠 있는 거대한 손과 레이저포가 태양광 에너지를 모아 상대방에게 발사한다.
- 저주의 DVD : 본 사람은 방에 갇히게 되고 나갈 경우 타이거호스가 기다리고 있다.
- 소울다이버 : 상대방의 기억 속에 들어갈 수 있는 도구이다.
- 플래시 스푼 : 사물을 커지게 하는 도구이로 너무 커져서 탈이며 돌아가는데 시간이 소요. (1기 29화)
- 환성의 드럼통 : 나라를 위해 만들어진 몸매를 좋게 만들어지나 종잇장처럼 얇게 만들어지는 부작용 존재. (1기 29화)
- 만능모델소프트웨어 : 나라를 위해 만들어진 만능모델 소프트웨어 몸매를 모델처럼 만들어 줌 (1기 29화)
- (00) 전용 변신총(괄호 뭐시기뭐시기 괄호 전용 변신총): 사물이나 생물을 소 또는 소와 관련된 것으로 바꾸는 총이다.
- 하늘 길을 거닐며 모든 것을 지배한다 총 : 1초를 1주일로 늘릴 수 있는 총이다.
- 쿠루루즈 : 쿠루루의 연구실 겸 숙소
- 시간이여 멈춰라 스탑 더 워드 시스템 : 가루루 소대가 일전에 쓴 행성마취 기술을 쿠루루가 적용한 것. 하지만 시험제품이라 완전히 멈추지는 못하고 매우매~우 느린 슬로우 모션이 된다. 범위도 한정적이라 비밀기지에서 켰는데 비밀기지에서만 매우매~우 느린 슬로우 모션이 적용됐다.
- 케로로킹 에일리언즈 게더링 : 케로로의 지시로 쿠루루가 만든 카드게임
- 쿠루루 안경 : 쿠루루가 매일 쓰고 다니는 안경. 잠이 들면 골뱅이 대신 'sleep'표시가 나온다.
- 노트 : 쿠루루가 만든 노트.(데스노트 패러디) 원하는 사람을 그리고 거기에 966초 안에 말풍선에 대사를 적으면 상대방이 적은 대로 말 또는 행동을 하게 된다. 한 번 실패할 경우 다시 그릴 때 규칙이 있는데 너무 많아서 케로로가 사용할려다가 사용 포기.
- AK966(오탐 H) : 쿠루루가 우주네 집 최강의 생물인 홍미나의 모습을 본따 만든 로봇. 그런데 홍미나가 이름을 멋대로(AK966→오탐 H)로 바꾸었고 이 때문에 기술에도 '오탐'이 들어간다.
- 배리어 스토퍼 : 30초 동안 배리어를 무력화시킬 수 있다.
- 파워드 슈트 : 한별이 전용 파워드 슈트. 723만 마력을 낼 수 있다.
- 콩깍지에 씌워도 제 눈에 안경 : 원하는 사람을 완벽하게 똑같이 그릴 수 있다. 그러나 죽을 때까지 벗을 수 없다.
- 라라라정 : 나노 테크놀로지를 응용한 약으로, 생물을 간단하게 로봇으로 만들 수 있다.
- 셔플 스위치 : 스위치를 멋대로 바꿀 수 있는 장치. 하지만 기지의 스위치까지 바뀌어 침략 활동이 불가능해지자 버렸다.

## 쿠루루의 호칭 리스트
리스트를 대략 보아도 대부분 '쿠루루'라고 부른다. 반대의 경우는 상대가 인간일 경우에는 풀네임으로 부른다. 소대 멤버의 경우는 상대가 기로로나 도로로일 경우는 '선배'라고 붙여 부르는 것이 많다. 외에는 경칭을 생략해서 부르는 것이 많다. () 안의 내용은 생략되기도 한다.
| 이름                      | 쿠루루를 부를 때 호칭                   | 쿠루루가 부를 때 호칭                                 |
| ------------------------- | --------------------------------------- | ----------------------------------------------------- |
| 케로로                    | 쿠루루 (상사·너), 노란 몸땡이, 카레녀석 | (케로로) 대장, 초록 몸뚱이 (: 대장)                   |
| 기로로                    | 쿠루루                                  | (기로로)선배, 여보, 당신 (: 기로로 선배, 기로로 하사) |
| 타마마                    | 쿠루루 상사님, 누렁이 상사              | 타마마, 타마마 이등병, 꼬마                           |
| 도로로                    | 쿠루루 상사,쿠루루 님,쿠루루 군         | 도로로 (병장, 선배)                                   |
| 강우주                    | 쿠루루                                  | (히나타) 후유키 (: 우주)                              |
| 나츠미                    | 쿠루루, 카레녀석                        | (히나타) 나츠미 (: 한별)                              |
| 아키                      | 쿠루쨩 (: 쿠루)                         | 히나타 아키 (: 홍미나씨, 아줌마)                      |
| 아키나                    | 쿠루쨩 (: 쿠루루)                       | 제독님 (: 장군님)                                     |
| 623/사부로(한국:623/사빈) | 쿠루루                                  | 623/사부로 (: 사빈)                                   |
| 모모카                    | 쿠루루씨 (: 쿠루루)                     | 니시지와 모모카                                       |
| 모아                      | 쿠루루씨, 상사님                        | 모아                                                  |
| 코유키                    | 도로로의 친구                           | 아즈마야 코유키                                       |
| 폴                        | 쿠루루님                                | (불명)                                                |
| 토로로                    | 쿠루루 상사, 재수없는 녀석              | 꼬마녀석                                              |
| 내레이터                  | 쿠루루 상사, 쿠루쨩 (: 쿠루루)          | 어이(이봐)                                            |

## 같이 보기
- 케로로 중사
- 기로로 하사
- 타마마 이등병
- 도로로 병장